# Helina nudifemorata
Helina nudifemorata este o specie de muște din genul Helina, familia Muscidae, descrisă de Willi Hennig în anul 1952. Conform Catalogue of Life specia Helina nudifemorata nu are subspecii cunoscute.